# Ganz (quartier)
Pour les articles homonymes, voir Ganz.
Ganz est un quartier situé dans le 8e arrondissement de Budapest.

## Périmètre
Selon l'arrêté du 12 décembre 2012 (94/2012. (XII. 27.), annexe 31) de l'assemblée métropolitaine de Budapest, le périmètre du quartier est le suivant : Vajda Péter utca-Orczy út-la partie ouest  et nord d'Orczy tér-Fiumei út-Salgótarjáni utca-voies ferrées de la MÁV-Hungária körút-Könyves Kálmán körút.